# Kenzo Miyazawa
Kenzo Miyazawa (1937—2003) fue un artista marcial japonés, llegó a 7° Dan de Aikidō. También el fundador la organización Asociación Argentina de Aikido o Aikikai Argentina en el año 1980, afiliada a la Federación Internacional de Aikido (IAF, International Aikido Federation) o Aikikai Internacional.
Nació el 11 de febrero, en la prefectura japonesa de Chiba. Desde niño se inició en las artes marciales, primero aprendió de su padre la esgrima de la escuela Katori. Con aproximadamente 11 años se inicia en Judo y  Kenpo Karate (Chuan Fa Tang Shou, o "sistema de boxeo de la mano china").
En 1959, con 21 años, y el deseo de estudiar otro arte marcial, un amigo le comentó sobre el Aikido. A finales de año se inscribe en el Sankei Dojo en Yurakucho; lugar que se caracterizaba por dictarse clases por muchos maestros distinto (como Hiroshi Tada, Sadateru Arikawa, Nobuyoshi Tamura, Koichi Tohei y Seigo Yamaguchi). Y donde tuvo la ocasión de conocer a O'Sensei.
Se graduó de Licenciado en Ciencias Económicas, especializado en Comercio Exterior y con dominio de los idiomas Inglés, Alemán y Español. 

## En Argentina
Deseando emigrar de Japón, se instaló en la Argentina en 1964. Donde al principio trato de mantenerse a través de operaciones de comercio exterior (exportanto algunos productos a Japón), pero la inflación del país lo perjudicó.
Al año siguiente (1965) decidió enseñar artes marciales, comenzó en el Instituto Kumazawa y el Instituto Argentino de Judo. En 1968 recibió de la Aikikai un menjo o permiso de enseñanza.
Continuo estudiando Karate-Do Shotokan, llegando a graduarse de 2° Dan, que recibió del Maestro Itaya.
En el año 1972 alquiló su primer dojo, ubicado en un departamento en un primer piso, en el barrio de Villa Urquiza, donde dio clases hasta el año 1977. En el año 1978 es el anfitrión de la primera visita a la Argentina del Doshu Kisshomaru Ueshiba (hijo del fundador del Aikido), quien volvió al país en 1990 dando un seminario en el Club Gimnasia y Esgrima de Buenos Aires.
En 1980 funda la organización Asociación Argentina de Aikido, afiliada a la International Aikido Federation.
Finalmente pudo abrir su propio dojo en el año 1981, actual sede central de la Asoc. Arg. de Aikido.
En 1988 recibe el 6° Dan por Doshu K. Ueshiba. Posteriormente se le otorga 7° Dan Aikikai y el rango Shihan.
El último Doshu, Moriteru Ueshiba (hijo de Kisshomaru), también visitó Argentina por gestión de Miyazawa, en 1992.
En el año 2003, con 66 años, muere víctima de una enfermedad, en la ciudad de Buenos Aires. Sus cenizas fueron esparcidas en las Costas de Pinamar, según fuera su voluntad.
Difundió el Aikido por el interior de la Argentina: Córdoba, Tucumán, Neuquén. También tuvo una importante trayectoria y presencia internacional, destacándose su cargo de vicepresidente por Latinoamérica de la IAF.